# Thoiras
Thoiras is een voormalige gemeente in het Franse departement Gard (regio Occitanie) en telt 441 inwoners (2011). De plaats maakt deel uit van het arrondissement Le Vigan. Thoiras is op 1 januari 2025 gefuseerd met de gemeente Corbès tot de gemeente Thoiras-Corbès.

## Geografie
De oppervlakte van Thoiras bedraagt 22,1 km², de bevolkingsdichtheid is 20,0 inwoners per km².

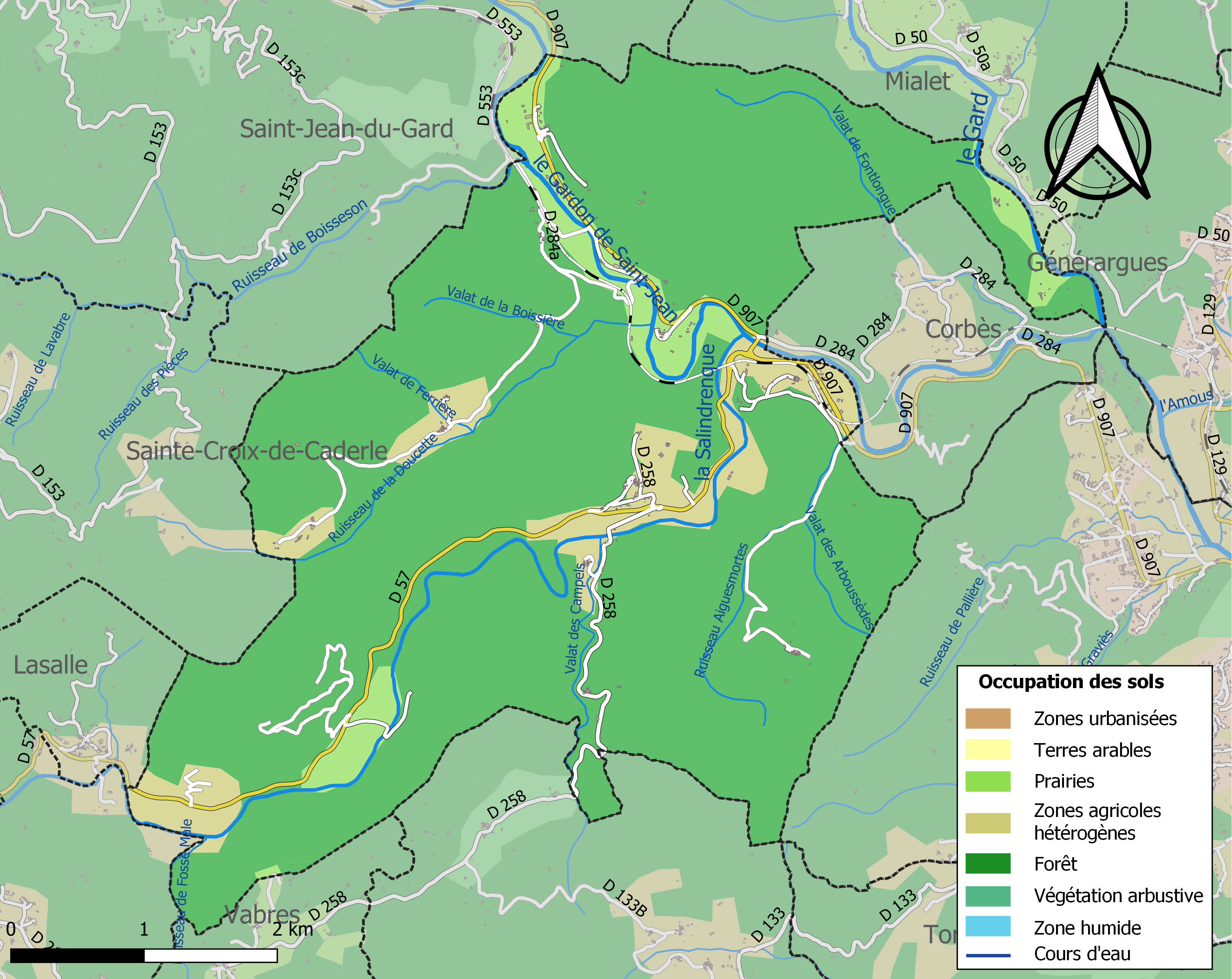
Kaart van de gemeente met de belangrijkste infrastructuur, bodemgebruik en omliggende gemeenten

## Demografie
Onderstaande figuur toont het verloop van het inwonertal.